# Ophrys pseudofusca
Ophrys pseudofusca là một loài thực vật có hoa trong họ Lan. Loài này được Albert & Camus mô tả khoa học đầu tiên năm 1891.